# Westwood Village Memorial Park Cemetery
Pierce Brothers Westwood Village Memorial Park Cemetery är en begravningsplats i Westwood i Los Angeles, Kalifornien, i USA. Många kända personer ligger begravda på begravningsplatsen, bland andra Marilyn Monroe och Frank Zappa. Den ligger på 1218 Glendon Avenue dold bakom ett parkeringshus. 

## Personer begravda på platsen i urval

### A
- Eddie Albert (1906–2005), skådespelare
- Patty Andrews (1918–2013), sångare
- Ken Annakin (1914–2009), regissör
- Eve Arden (1908–1990), skådespelare, komiker
- Lew Ayres (1908–1996), skådespelare

### B
- Jim Backus (1913–1989), skådespelare
- Richard Basehart (1914–1984), skådespelare
- Whit Bissell (1909–1996), skådespelare
- Billy Bletcher (1894–1979), skådespelare
- Robert Bloch (1917–1994), författare
- Ray Bradbury (1920–2012), författare
- Fanny Brice (1891–1951), skådespelare, komiker, sångare
- Vanessa Brown (1928-1999), skådespelare

### C
- Sammy Cahn (1913–1993), låtskrivare
- Truman Capote (1924–1984), författare
- Harry Carey, Jr. (1921–2012), skådespelare
- John Cassavetes (1929–1989), skådespelare, manusförfattare, regissör, producent
- Mario Castelnuovo-Tedesco (1895–1968), kompositör
- James Coburn (1928–2002), skådespelare
- Richard Conte (1910–1975), skådespelare

### D
- Rodney Dangerfield (1921–2004), komiker, skådespelare
- Eric Douglas (1958–2004), skådespelare; son till Kirk Douglas, bror till Michael Douglas
- Dominique Dunne (1959–1982), skådespelare, dotter till Dominick Dunne, syster till Griffin Dunne
- Will Durant (1885–1981), historiker, författare

### E
- Roger Edens (1905–1970), låtskrivare och producent
- Ray Evans (1915–2007), låtskrivare

### F
- Peter Falk (1927–2011), skådespelare
- Farrah Fawcett (1947–2009), skådespelare
- Coleman Francis (1919–1973), regissör

### G
- Eva Gabor (1919–1995), skådespelare
- Zsa Zsa Gabor (1917–2016), skådespelare
- Christopher George (1931–1983), skådespelare
- Thomas Gomez (1905–1971), skådespelare
- Coleen Gray (1922-2015), skådespelare
- Jane Greer (1924–2001), skådespelare
- Merv Griffin (1925–2007), producent, programledare, sångare

### H
- Hugh Hefner (1926–2017), medieföretagare, grundare av tidskriften Playboy
- Ross Hunter (1920–1996), producent, regissör, skådespelare
- Jim Hutton (1934–1979), skådespelare

### J
- Nunnally Johnson (1897–1977), manusförfattare och regissör
- Janis Joplin (1943–1970), sångare
- Louis Jourdan (1921-2015), skådespelare

### K
- Cecil Kellaway (1893–1973), skådespelare
- Gene Kelly (1912–1996), skådespelare, dansare, sångare, regissör
- Nancy Kelly (1921–1995), skådespelare
- Stan Kenton (1911–1979), musiker
- Don Knotts (1924–2006), skådespelare och komiker

### L
- Burt Lancaster (1913–1994), skådespelare
- Peter Lawford (1923–1984), skådespelare
- Marc Lawrence (1910–2005), skådespelare
- Anna Lee (1913–2004), skådespelare
- Peggy Lee (1920–2002), sångare, låtskrivare, skådespelare
- Janet Leigh (1927–2004), skådespelare
- Jack Lemmon (1925–2001), skådespelare
- Oscar Levant (1906–1972), skådespelare, pianist
- Richard Levinson (1934–1987), författare
- Jay Livingston (1915–2001), låtskrivare
- Sondra Locke (1944-2018), skådespelare, regissör
- Robert Loggia  (1930-2015), skådespelare, regissör

### M
- Alexander Mackendrick (1912–1993), regissör
- Karl Malden (1912–2009), skådespelare
- Janet Margolin (1943–1993), skådespelare, hustru till Ted Wass
- Dean Martin (1917–1995), sångare, skådespelare
- Osa Massen (1914–2006), skådespelare
- Edith Massey (1918–1984), skådespelare
- Walter Matthau (1920–2000), skådespelare
- Lewis Milestone (1895–1980), regissör
- Marilyn Monroe (1926–1962), skådespelare
- Constance Moore (1920–2005), sångare och skådespelare

### N
- Robert Newton (1905–1956), skådespelare
- Lloyd Nolan (1902–1985), skådespelare

### O
- Carroll O'Connor (1924–2001), skådespelare
- Heather O'Rourke (1975–1988), skådespelare
- Roy Orbison (1936–1988), sångare (omärkt grav)

### P
- Bettie Page (1923–2008), modell
- Gregor Piatigorsky (1903–1976), cellist

### R
- Donna Reed (1921–1986), skådespelare
- Buddy Rich (1917–1987), musiker
- Minnie Riperton (1947–1979), sångare
- Doris Roberts (1925–2016), skådespelare, författare
- Hillevi Rombin (1933–1996), Miss Universum 1955
- Herbert Ross (1927–2001), regissör

### S
- George C. Scott (1927–1999), skådespelare (omärkt grav)
- Sidney Sheldon (1917–2007), författare
- Sam Simon (1955–2015), författare, producent and regissör
- Robert Stack (1919–2003), skådespelare
- Josef von Sternberg (1894–1969), regissör
- Dorothy Stratten (1960–1980), skådespelare

### T
- Ernst Toch (1887–1964), kompositör
- Mel Tormé (1925–1999), sångare, skådespelare

### W
- Ray Walston (1914–2001), skådespelare
- Harry Warren (1893–1981), låtskrivare
- Winifred Westover (1899–1978), skådespelare
- Cornel Wilde (1915–1989), skådespelare
- Billy Wilder (1906–2002), regissör
- Carl Wilson (1946–1998), sångare, medlem i The Beach Boys
- Natalie Wood (1938–1981), skådespelare

### Z
- Darryl F. Zanuck (1902–1979), filmproducent, manusförfattare, produktionschef för 20th Century Fox
- Frank Zappa (1940–1993), kompositör, musiker, satiriker, (omärkt grav)